# Gisela Beyer
Gisela Beyer (przez pewien czas nosiła nazwisko Reißmüller, ur. 16 lipca 1960 w Stalinstadt) – niemiecka lekkoatletka, specjalistka rzutu dyskiem, olimpijka. W czasie swojej kariery reprezentowała Niemiecką Republikę Demokratyczną.
Zdobyła srebrny medal w rzucie dyskiem na mistrzostwach Europy juniorów w 1977 w Doniecku.
Zajęła 4. miejsce na igrzyskach olimpijskich w 1980 w Moskwie i również 4. miejsce na mistrzostwach Europy w 1982 w Atenach. Na mistrzostwach świata w 1983 w Helsinkach zajęła 5. miejsce. Nie mogła wziąć udziału w igrzyskach olimpijskich w 1984 w Los Angeles z powodu ich bojkotu przez NRD. W zawodach Przyjaźń-84 rozegranych w Pradze w tym roku zajęła 6. miejsce.
Była mistrzynią NRD w rzucie dyskiem w 1983 i 1984 oraz wicemistrzynią w tej konkurencji w 1980 i 1982.
20 lipca 1984 ustanowiła rekord NRD rzutem na odległość 73,10 m. Jest to aktualnie ósmy wynik w historii światowej lekkoatletyki.
Jej brat Udo również był znanym lekkoatletą, mistrzem olimpijskim w pchnięciu kulą z 1976 i brązowym medalistą z 1980, a inny brat Hans-Georg mistrzem olimpijskim w piłce ręcznej w 1980.